# Helianthemum chihuahuense
Helianthemum chihuahuense là một loài thực vật có hoa trong họ Nham mân khôi. Loài này được S.Watson mô tả khoa học đầu tiên năm 1888.